# المنتصر (فلم)
المنتصر هو فيلمٌ مصريٌ أُنتج عام 1952. وهو ثالث أفلام الملاكم اللبناني برهان صادق وآخرها. وكان قد ظهر قبل ذلك في فيلمي أول نظرة، والغيرة عام 1946. كما ظهر في الفيلم رياضيون مصريون هم مختار حسين، ومحمد فرج، وأنور دياب.

## قصة الفيلم

تحية كاريوكا، وإسماعيل ياسين، وبرهان صادق في لقطة من الفيلم

تذهب الراقصة المعروفة سهام (تحية كاريوكا) رفقة خادمتها عائشة (زينات صدقي) إلى سيرك متنكرتان في زي شعبي. وهناك ينقذها منير (برهان صادق) من سرقة حاول أن ينفذها اثنان من اللصوص. وهنا يبدأ الإعجاب المتبادل بين منير وسهام، ولكنها أبلغته أن اسمها زينب ويعتقد أنها خادمةٌ بسيطة. ثم يقوم منير بضرب هاشم (إسماعيل ياسين) ملاكم السيرك، معتقداً أنه ملاكمٌ حقيقي، وهو ليس كذلك، ولذلك خسر هاشمٌ عمله. لكنه يصبح طباخاً عند عائشة التي يعتقد أنها مخدومة زينب، وهي في الواقع خادمتها.
تطلب سهام من المدرب الرياضي (مختار حسين) أن يطلب من منير أن يصبح ملاكماً، بدون أن يعلم أنها وراء ذلك. يقوم بتدريبه إلى أن يفوز بالبطولة، ويلتقي بعد الفوز بسميرة (لولا صدقي) الابنة المدللة  لعصفور بيه (سليمان نجيب)، والتي ترغب في الزواج من نجوم المجتمع المشهورين، ولذلك تنبذ خطيبها إحسان (عبد السلام النابلسي)، ثم ترمي شباكها على منير حتى تتزوجه، ويترك زينب، وهو لم يعرف أنها الراقصة سهام إلى أن جاءت للرقص في حفل الزفاف.
يبدأ منير حضور حفلات سميرة بما فيها من سهرٍ وشرب خمر، وهو ما أدى إلى هزيمته في البطولة، مما جعلها تنبذه كما نبذت إحسان، وترمي شباكها على بطل التنس علي فهمي (رشدي أباظة).
يعود منير إلى سهام وتساعده للعودة إلى نشاطه الرياضي.

## موسيقى الفيلم
المقدمة الموسيقة مأخوذة من أوبرا كارمن لجورج بيزيه.
قام المطرب كارم محمود بأداء أربع أغانٍ في الفيلم، وهي:
| الأغنية       | المؤلف        | الملحن        | المغني                  |
| ------------- | ------------- | ------------- | ----------------------- |
| على دقة القلب | إمام الصفطاوي | رياض السنباطي | كارم محمود              |
| استعراض القطط | فتحي قورة     | محمود الشريف  | كارم محمود تحية كاريوكا |
| الزفة         | صالح جودت     | كارم محمود    | كارم محمود              |
| وكانت الأفراح | فتحي قورة     | أحمد صبرة     | كارم محمود عزيز عثمان   |

## مصدر
1. 1 2  محمود قاسم، موسوعة الأفلام الروائية في مصر والعالم العربي، الجزء الثاني، الهيئة المصرية العامة للكتاب، 2006، ص 547.
2. ↑  صفحة برهان صادق على قاعدة بيانات الأفلام العربية. نسخة محفوظة 15 نوفمبر 2017 على موقع واي باك مشين.
3. ↑  عناوين الفيلم

## وصلات خارجية
- مقالات تستعمل روابط فنية بلا صلة مع ويكي بيانات
- المنتصر على موقع الدهليز
- المنتصر على موقع كاروهات